# هوهانس پوغوسیان
هوهانس گئورگی پوغوسیان (ارمنی: Հովհաննես Գևորգի Պողոսյան؛ زادهٔ ۱۲ مارس ۱۸۹۵ - درگذشته ۳ دسامبر ۱۹۴۸) یک ویراستار، سیاستمدار، کارشناس علوم پرورشی و کنشگر اهل ارمنستان که از تاریخ ۱۹۴۷ تا تاریخ ۱۹۴۸ ریاست دانشگاه دولتی ایروان را برعهده داشت.

## زندگی‌نامه
در ۲۵ مارس [سبک قدیمی: ۱۲ مارس] ۱۸۹۵ در تفلیس به دنیا آمد و از مدرسه نرسیسیان (۱۹۱۶) و دانشکده علوم الهی گئورگیان فارغ‌التحصیل شد.  وی در ۳ دسامبر ۱۹۴۸ در سن ۵۳ سالگی در ایروان درگذشت و در آرامستان مرکزی ایروان (توخماخ) به خاک سپرده شد.